# カランバ駅
カランバ駅はフィリピンラグナ州カランバに所在するフィリピン国鉄(PNR)南方本線の駅。1909年1月24日に開業した。
南方本線の主要駅のひとつで、PNR首都圏通勤線の終着駅であり、現在は運行数が少ないが将来的な輸送能力の拡大が計画されている。

現在カランバ以東の南方本線は休止状態であるが、復旧完了後はビコール地方への特急のターミナルとなることも想定されている。また、かつてはバタンガスに向かうカランバ-バタンガス支線のジャンクションとなっていた。
近郊の施設にはSMシティカランバ、カランバ中央バス・ジープニーターミナル、カランバ医療センターなどがある。

## ハイブリッド・エレクトリック・トレイン
フィリピン科学技術省金属産業研究開発センター(DOST-MIRDC)の製造したハイブリッド・エレクトリック・トレイン(HET)の本部は始発駅であるカランバ駅に置かれており、HETのメイン駅となっている。
HETは2012年に計画が始まり、製造は2014年から2015年にかけて行われ、2016年6月に公表された。2019年5月6日にはカランバからサン・パブロ駅まで走行試験が行われた。

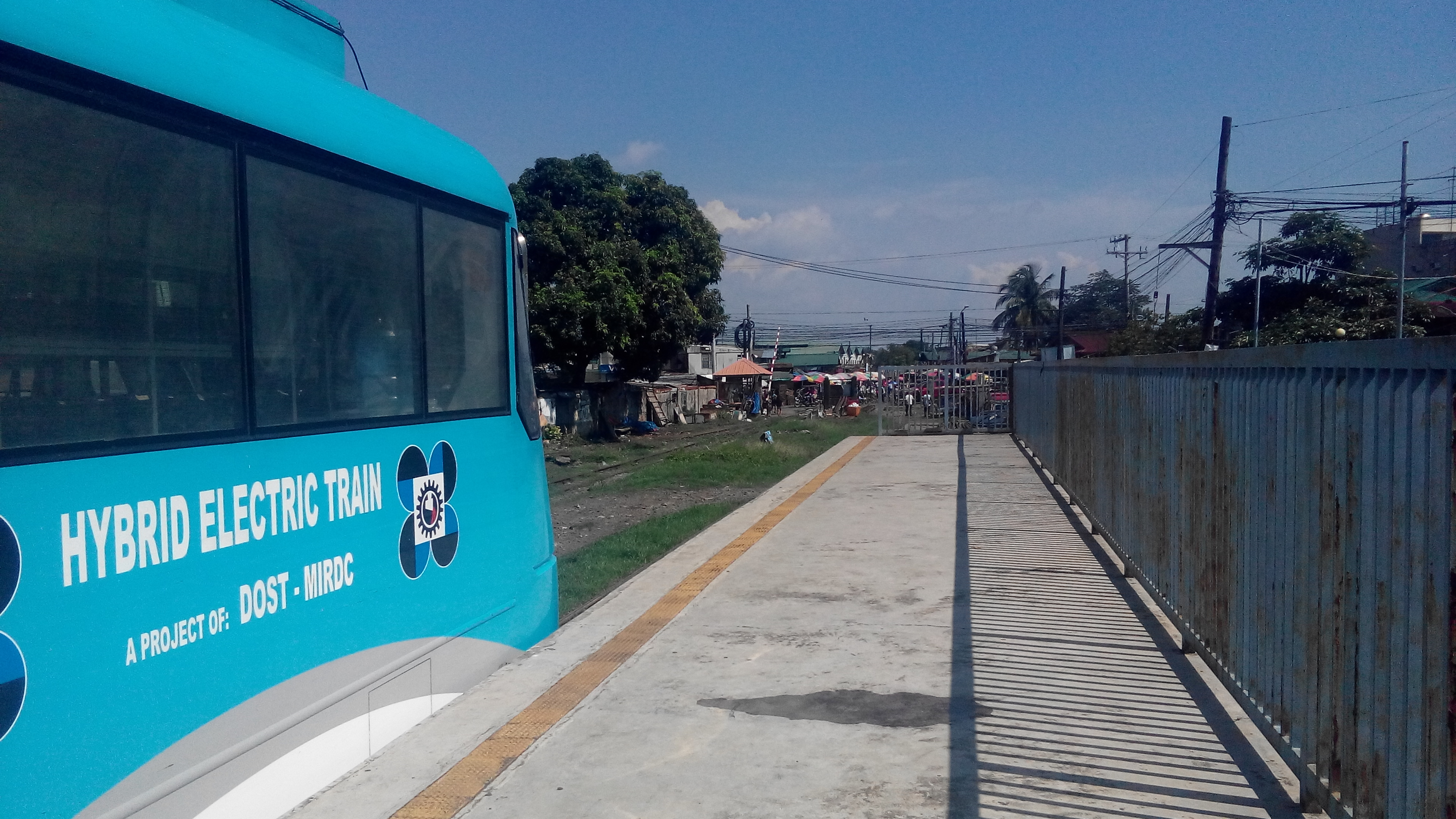
カランバ駅で出発を待つHET

## 註
1. ↑  “フィリピン向け円借款貸付契約の調印”.  国際協力機構 (2019年1月22日). 2019年9月2日閲覧。
2. ↑  “ADB、比鉄道建設に3千億円融資　過去最大”.  日経新聞 (2019年5月23日). 2019年9月2日閲覧。